# Саамская литература

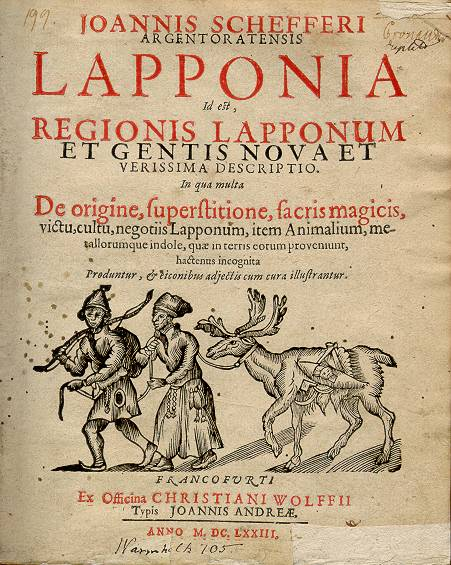
Титульный лист работы Йоханеса Шефферуса «Лаппония», изданной в 1673 году; это первая книга, в которой были опубликованы произведения саамского фольклора

Саамская литература — литература на саамских языках, родных языках саамов, народа Северной Европы, живущего в Норвегии, России, Финляндии и Швеции. Нередко к саамской литературе относят и произведения писателей, являющихся саамами по происхождению, вне зависимости от языка этих произведений.
Сколько-нибудь древней письменной истории литературы саамов не существует, однако устные сказания, передававшиеся от старших младшим, уходят вглубь веков. Через сказки и предания, мифы, песни, пословицы и загадки от поколения к поколению передавались мировоззренческие, культурные и моральные традиции саамов, важные для их жизни наблюдения и знания.

## Йойк
Уникальным саамским творческим жанром является йойк — традиционные песнопения с особым повторяющимся ритмом. Изначально йойк не был отдельным жанром — эти распевы были частью религиозных обрядов.
Тексты йойков нередко основаны на сценах из саамских сказок и древних легенд, в то же время тексты некоторых йойков сами являются источниками оригинальных сюжетов. Помимо сюжетных йойков, существуют так называемые «личные йойки», которые могут быть как своеобразной «визитной карточкой» человека, так и служить для более конкретных целей — например, в тексте таких йойков может быть признание в любви к конкретному человеку, может быть выражение любви к определённому краю или к оленям. Есть йойки, исполняемые только в определённых случаях (например, на свадьбах, похоронах). Существуют шуточные йойки. Есть и йойки, которые содержат политические призывы — обычно направленные против тех, кто пытается захватить страну саамов.
Первыми опубликованными произведениями саамского фольклора были два йойка на кеми-саамском языке (этот язык вымер на рубеже XVIII и XIX веков) — они вошли в книгу Йоханеса Шефферуса «Лаппония», изданную в 1673 году. Шефферус записал эти йойки у саама Олофа (Матссона) Сирма. В первом йойке, Guldnasas, «саам поёт о любви, пришпоривая оленя, чтобы он бежал быстрее», во втором, Moarsi favrrot, поётся о разлуке с любимой.
Планомерно записывать йойки стали в XIX веке, особенно в Финляндии, что было связано с общим поднятием интереса к народной культуре и традиционному народному творчеству.

## История саамской литературы
К началу XX века относится активизация политической деятельности саамов, создание первых саамских организаций, возрождение самосознания саамов как самостоятельного народа с собственной богатой культурой. В 1912 году Андерсом Ларсеном был написан первый саамский роман — Beaivi-Álgu («Рассвет»). В 1914 году появился сборник стихотворений и рассказов Muohtačalmmit («Снежинки») Ялви Педара.
Основу саамской литературы XX века составляют обработанные финским фольклористом Антти Аматусом Аарне (1867—1925) записи самобытного саамского фольклора, к которому относятся сказки о животных, о превращениях, о нойдах (колдунах), рассказы-легенды о нашествиях чуди, о сверхъестественных существах.
Большую известность получила книга шведского писателя-саама Юхана Тури Muittalus samid birra (Стокгольм, 1917), написанная в жанре художественной автобиографии.

## Современная саамская литература
Нет единого мнения относительно современного определения понятия «саамская литература». Один подход связан с саамским происхождением авторов произведений вне зависимости от языка этих произведений, при другом подходе к саамской литературе относят произведения на саамских языках вне зависимости от этнической принадлежности их авторов.

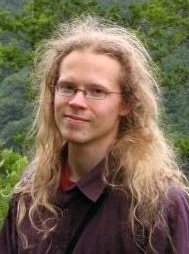
Петтер Мороттая, саамский писатель и журналист, представитель инари-саамов

По мнению норвежского профессора Свейна Лунда (Svein Lund) развитие саамской литературы в современную эпоху очень важно в том числе и по следующим причинам:
- саамская литература необходима для сохранения и развития саамских языков,
- саамская литература важна с точки зрения самоосознания саамского народа и укрепления чувства собственного национального достоинства[2].

Одной из задач, стоящей перед саамской литературой, является ознакомление читателя с условиями жизни, историей и культурой саамов в разных местах своего проживания. По мнению Свейна Лунда, эта задача является тем более важной, что нередко такой способ является единственно возможным для того, чтобы донести до широкой общественности информацию о нарушении прав саамского населения и о необходимости исправления ситуации. Знание читателями саамской литературы, по мнению Лунда, является той вакциной, с помощью которой можно противодействовать расистским воззрениям, которых много в норвежской литературе, в том числе в произведениях таких классиков, как Кнут Гамсун.

### Саамская литература в современной России
Известные российские саамские поэты и писатели — колтта-саами Аскольд Бажанов (1934—2012), кильдин-саами Александра Антонова (род. 1932) и Ираида Виноградова, тер-саами Октябрина Воронова (1934—1990).
Некоторые издания российских саамских писателей
- Антонова А. А., Виноградова И. В. и др. Дары тундры. Сборник стихотворений саамских поэтов. — Мурманск: Фонд культуры, 1993.
- Антонова А. А. Струны сердца. — Мурманск, 2007.
- Бажанов А. А. Белый олень. — Мурманск, 2007.
- Бажанов А. А. Солнце над тундрой. — Мурманск, 1983.
- Бажанов А. А. Стихи и поэмы о саамском крае. — Берлин, 2009.
- Большакова Н. П. Подарок чайки. Сказки о Лапландии. Русский север. — Мурманск, 1994.
- Большакова Н. П. Тиррв— по-саамски—здравствуй. Рассказы о ловозерском детстве. — Мурманск, 2000.
- Воронова О. В. Чахкли. — Мурманск, 1989
- Воронова О. В. Снежница. — Мурманск, 1986.
- Воронова О. В. Поле жизни. — Мурманск, 1995.
- Воронова О. В. Ялла. Жизнь. — Мурманск, 1989.
- Юрьев П. П. Богатырь Ляйне. Саамские сказки. — Мурманск, 1978.

### Саамская литература в современной Финляндии
Среди писателей Финляндии, писавших или пишущих на саамском языке, можно отметить Марьют Айкио (фин. Marjut Aikio), Матти Айкио (1872—1929), Рауну Паадар-Лейво (книги: Mo giđđa boahtá Sápmái, 1988; Jokŋanieiddaš, 1996 и др.) и Кирсти Палтто (книги: Vilges geađgi, 1980; Beaivváža bajásdánsun, 1985; Násttit muohtagierragis, 2007 и др.). Книга Кирсти Палтто Guhtos̀et dearvan min bohccot была переведена на финский (Voijaa minun poroni, 1987) и удостоена награды.

### Саамская литература в современной Швеции
Один из наиболее значительных саамских писателей — Паулус Утси (1918—1975), родившийся в Норвегии, но почти всю жизнь проживший в Швеции. Его первые произведения были написаны ещё до Второй мировой войны, однако опубликованы они были только в 1970-е годы. Для творчества Утси характерен пессимистический взгляд на будущее саамского народа.